# Républicains indépendants et d’action sociale

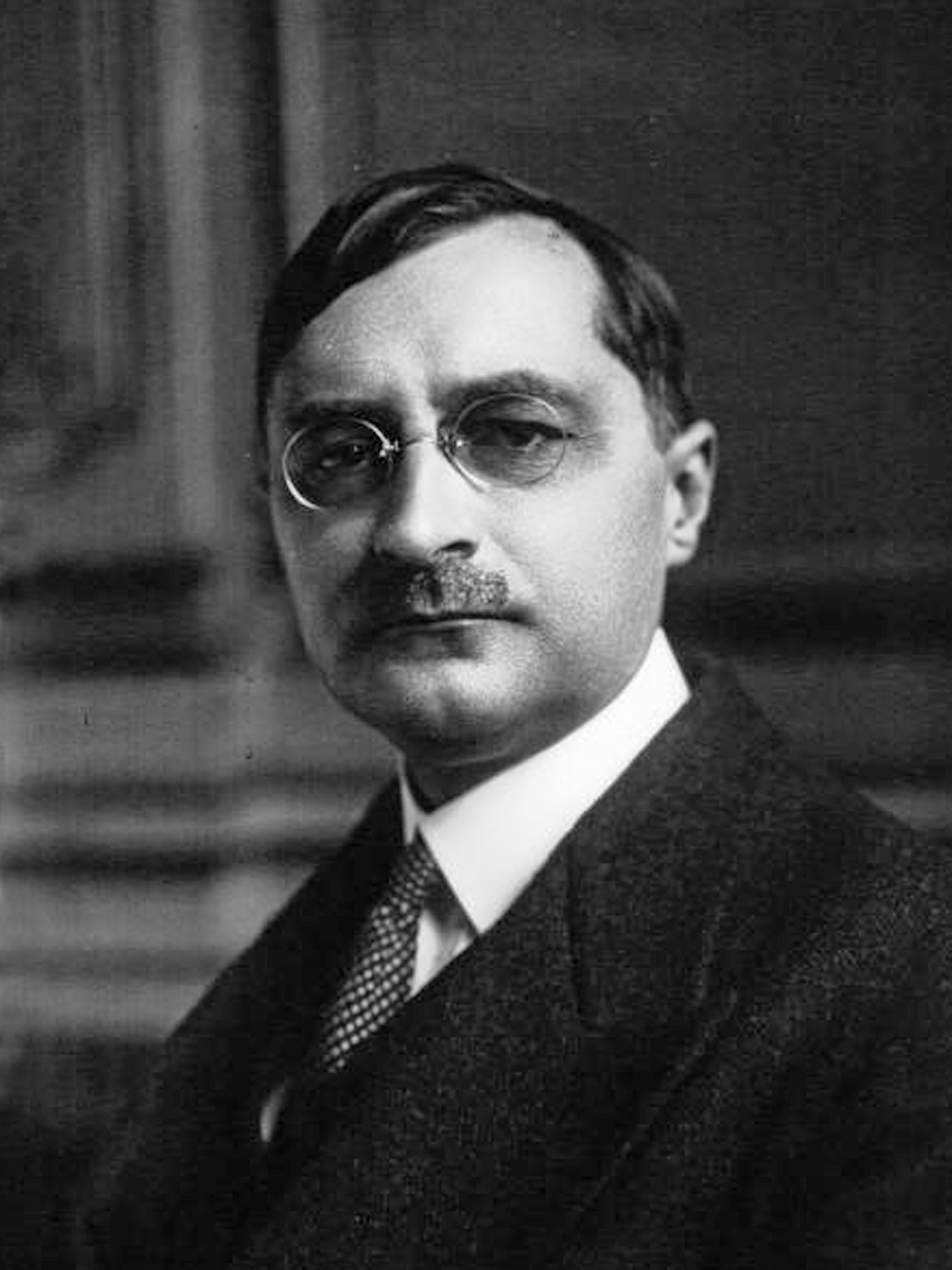
Marcel Héraud

Die Républicains indépendants et d’action sociale (Unabhängige Republikaner und soziale Aktion, RIAS) waren ein Zusammenschluss von konservativen Abgeordneten im Frankreich der Dritten Republik in der Abgeordnetenkammer, der 1936 von den meisten der verbleibenden Abgeordneten der Fraktion Républicain et social gegründet wurde. Nach den Wahlen von 1936 schloss sie eine Vereinbarung mit der Parti agraire et paysan français, die eine Fraktion von etwa 40 Mitgliedern bildete. Die Fraktion verschwand mit dem Ende der Dritten Republik im Jahr 1940.
Eine vollständige Mitgliederliste findet sich in der französischen Sprachversion. Die Aufstellung im Feuilleton / Chambre des députés bezeichnet Marcel Héraud als Leiter der Fraktion. Von den Mitgliedern stimmte am 10. Juli 1940 nur Léonel de Moustier gegen die diktatorischen Vollmachten für Marschall Pétain.